# Xenia bauiana
Xenia bauiana is een zachte koraalsoort uit de familie Xeniidae. De koraalsoort komt uit het geslacht Xenia. Xenia bauiana werd in 1899 voor het eerst wetenschappelijk beschreven door May. 